# Эссас, Элиягу
Элиягу Эссас (при рождении — Илья Цвиевич Эссас; род. 1946) — известный израильский раввин и общественный деятель, активист сионистского движения, бывший советский диссидент-отказник, один из основателей движения русских евреев за возвращение к Торе.

## Биография
Родился в 1946 году в Вильнюсе. Там же окончил школу и получил высшее образование по специальности «математика». В 1972 переселился в Москву, где сблизился с раввином Авромом Миллером — учеником Хафец Хаима и начал приближаться к иудаизму. В 1977 в Москве уже преподавал Тору, затем Талмуд. В 1983 получил звание раввина. Среди его учеников в Москве были известные активисты-отказники — Иосиф Бегун, Пинхас Полонский, Авигдор Эскин, Шимон Янтовский, Зеэв Гейзель. Среди более поздних учеников — общественный деятель, социальный предприниматель, автор книг о Маймониде Аркадий Барановский.
В 1986 году репатриировался в Израиль. После репатриации продолжил заниматься общественной деятельностью в Израиле. Выдвигался в Кнессет от партии Дегель Тора, редактирует газеты. Проживает в Иерусалиме, содиректор организации «Эш а-Тора», Директор частного сайта evrey.com.